# Порту-Насиунал

Порту-Насиунал на карте штата.

Порту-Насиунал (порт. Porto Nacional) — муниципалитет в Бразилии, входит в штат Токантинс. Составная часть мезорегиона Восточный Токантинс. Входит в экономико-статистический микрорегион Порту-Насиунал. Население составляет 49 146 человек на 2010 год. Занимает площадь 4 449,917 км². Плотность населения — 11,04 чел./км².
Покровителем города считается Богоматерь дас-Мерсис.

## История
Город основан 13 июля 1859 года.

## Демография
Согласно сведениям, собранным в ходе переписи 2010 г. Национальным институтом географии и статистики (IBGE), население муниципалитета составляет:
| Полное население                               | Полное население                               | Полное население                               | Полное население                               | 49 146 |
| ---------------------------------------------- | ---------------------------------------------- | ---------------------------------------------- | ---------------------------------------------- | ------ |
| в том числе:                                   | Городское население                            | 42 435                                         | Процент городского населения, %                | 86,34  |
|                                                | Сельское население                             | 6 711                                          | Процент сельского населения, %                 | 13,66  |
|                                                | Мужское население                              | 24 517                                         | Процент мужского населения, %                  | 49,89  |
|                                                | Женское население                              | 24 629                                         | Процент женского населения, %                  | 50,11  |
| Плотность населения, чел/км²                   | Плотность населения, чел/км²                   | Плотность населения, чел/км²                   | Плотность населения, чел/км²                   | 11,04  |
| Население муниципалитета в % к населению штата | Население муниципалитета в % к населению штата | Население муниципалитета в % к населению штата | Население муниципалитета в % к населению штата | 3,55   |

По данным оценки 2016 года население муниципалитета составляет 52 182 жителя.

## Статистика
- Валовой внутренний продукт на 2005 составляет 291.127.000,00 реалов (данные: Бразильский институт географии и статистики).
- Валовой внутренний продукт на душу населения на 2005 составляет 6.219,00 реалов (данные: Бразильский институт географии и статистики).
- Индекс развития человеческого потенциала на 2000 составляет 0,75 (данные: Программа развития ООН).

## География
Климат местности: тропический.

## Важнейшие населенные пункты
| № | Населённый пункт   | Населённый пункт (порт.) | Категория | Население чел. (2010) | На карте                        |
| - | ------------------ | ------------------------ | --------- | --------------------- | ------------------------------- |
| 1 | Порту-Насиунал     | Porto Nacional           | город     | 41 256                | 10°42′23″ ю. ш. 48°24′42″ з. д. |
| 2 | Лузимангес         | Luzimangues              | поселок   | 1 179                 | 10°10′25″ ю. ш. 48°27′43″ з. д. |
| 3 | Нова-Пиньейрополис | Nova Pinheirópolis       | поселок   | 637                   | 10°44′56″ ю. ш. 48°27′32″ з. д. |
| 4 | Эскола-Бразил      | Escola Brasil            | поселок   | 387                   | 10°41′01″ ю. ш. 48°32′16″ з. д. |
| 5 | >Коррегу-Прата     | Corrego Prata            | поселок   | 229                   | 10°26′23″ ю. ш. 48°20′51″ з. д. |